# PGC 2171445
LEDA/PGC 2171445 ist eine Galaxie im Sternbild Perseus am Nordsternhimmel. Sie ist schätzungsweise 1.2 Milliarden Lichtjahre von der Milchstraße entfernt und hat einen Durchmesser von etwa 245.000 Lichtjahren. Vom Sonnensystem aus entfernt sich das Objekt mit einer errechneten Radialgeschwindigkeit von näherungsweise 27.400 Kilometern pro Sekunde.

## Galaktisches Umfeld
| Nr. | Galaxie          | Alternativname            | Rek          | Dek          | Distanz/asec |
| --- | ---------------- | ------------------------- | ------------ | ------------ | ------------ |
| →   | LEDA/PGC 2171445 | 2MASX J02374569+4049181   | 02h37m45.69s | +40d49m18.0s | 0            |
| 1   | LEDA/PGC 2170890 | 2MASX J02374288+4047049   | 02h37m42.88s | +40d47m04.8s | 137.72       |
| 2   | LEDA/PGC 2169424 | 2MASX J02370086+4041034   | 02h37m00.88s | +40d41m03.6s | 709.37       |
| 3   | LEDA/PGC 90627   | WISEA J023836.02+403943.0 | 02h38m35.80s | +40d39m43.0s | 805.47       |
| 4   | LEDA/PGC 10025   | UGC 2126                  | 02h38m47.07s | +40d41m55.1s | 826.39       |